# Edgar Breitenbach
Edgar Breitenbach (* 26. Juni 1903 in Hamburg; † 12. Oktober 1977 ebenda) war ein deutschamerikanischer Bibliothekar und Kunsthistoriker.

## Werdegang
Nach dem Abitur 1921 in der Oberrealschule auf der Uhlenhorst begann er das Studium der Kunstgeschichte und Skandinavischen Philologie in München und Hamburg. Er studierte bei Friedrich Saxl und assistierte Aby Warburg an seiner Kulturwissenschaftlichen Bibliothek in Hamburg von 1926 bis 1927.
Breitenbach promovierte 1927 an der Universität Hamburg bei Erwin Panofsky über den „Heilsspiegel“, ein Werk spätmittelalterlicher Buchmalerei. Von 1927 bis 1929 absolvierte er eine Ausbildung als Bibliothekar an der Universitätsbibliothek Göttingen und war einer der Volontäre des ersten Jahrgangs des neu begründeten bibliothekswissenschaftlichen Ausbildungswegs 1928/1929 an der Friedrich-Wilhelms-Universität zu Berlin und der Preußischen Staatsbibliothek zu Berlin. Dank der Empfehlung des Generaldirektors der Preußischen Staatsbibliothek Hugo Andres Krüss wurde Breitenbach bereits ab 1. August 1929 an die Stadtbibliothek Frankfurt am Main berufen, zwei Monate vor der bibliothekarischen Abschlussprüfung, die er am 23. September 1929 in Berlin mit dem Prädikat "gut" ablegte. Aus seiner Stelle als Bibliotheksrat an der Stadtbibliothek Frankfurt wurde er am 30. Juni 1933 aufgrund des rassistischen Gesetz zur Wiederherstellung des Berufsbeamtentums entlassen.
Er flüchtete aus dem Deutschen Reich, half in Basel dem Gelehrten Paul Ganz bei seiner Arbeit über Hans Holbein den Jüngeren und schrieb in der Bibliothek des Archives für Schweizerische Kunstgeschichte Artikel für die Brockhaus Enzyklopädie. 1934 kam er nach London, 1937 als Dozent für Kunstgeschichte an das Mills College im kalifornischen Oakland. Zeitweise schlug er sich als Wanderarbeiter in Colorado und auf wechselnden Stellen als Sprachlehrer und Bibliothekar durch.
Nach seiner Einbürgerung trat er 1943 in die Dienste der Vereinigten Staaten, um für die „Federal Communications Commission“ deutsche Kurzwellensender abzuhören und zu protokollieren. Später arbeitete er für den Nachrichtendienst des „United States Office of War Information“ und wurde 1944 Leiter dieser Behörde.
Als Kulturoffizier der amerikanischen Militärregierung kümmerte er sich 1945 in Berlin und anschließend am Central Collecting Point in München bis 1949 um Baudenkmäler, Bildende Kunst und Archive. Als „Art Intelligence Officer“ sorgte er für die Entdeckung widerrechtlich angeeigneter und unterschlagener Kunstschätze. Ein besonderes Anliegen war ihm die Beibringung von Werken der Gemäldesammlung von Adolphe Schloss, die zuerst im Führerbau eingelagert und von dort bei Kriegsende ein zweites Mal geplündert wurden.
1949 setzte sich Breitenbach als „Kulturberater“ in Bad Nauheim und Frankfurt für den Wiederaufbau, besonders im Bibliothekswesen ein. 1953 wurde er zum Beauftragten des Hochkommissars für die aus amerikanischen Geldern finanzierte Amerika-Gedenkbibliothek im Berliner Stadtteil Kreuzberg ernannt. Er förderte die Gründung der Abteilung für Theater, Tanz und Film an der Zentral- und Landesbibliothek Berlin. Die Berliner Stadtregierung würdigte seine Tätigkeit.
Von 1956 bis 1973 leitete er die Abteilung für Drucke und Fotografien der „Library of Congress“ in Washington. Für die Erhaltung der Filmbestände fand er internationale Unterstützung. Er organisierte und erweiterte die Plakatsammlungen und setzte Ankäufe in allen Bereichen der vervielfältigten Kunst durch. Nach seiner Pensionierung beriet er die Abteilung weiter über Grafik und Filmkunst. Er starb auf einer Besuchsreise in seiner Geburtsstadt und wurde auf dem dortigen Friedhof Ohlsdorf im anonymen Urnenhain bei Kapelle 8 beigesetzt.

## Ehrungen
- Bundesverdienstkreuz 1. Klasse (25. April 1959)[3]
- Großes Bundesverdienstkreuz (30. Juli 1973)[3]

## Schriften (Auswahl)
- Speculum humanae salvationis, eine typengeschichtliche Untersuchung, Hamburg 1927, Univ. Diss., Straßburg 1930
- Santos, the religious folk art of New Mexico, The Taylor museum of the Colorado Springs fine arts center, Colorado Springs 1943 (Digitalisat)
- The American Memorial Library in Berlin, Its Aims and Organization, Libri, International Journal of Libraries and Information Services, Bd. 4  4 (1953/54), S. 281–292. (Digitalisat)

- mit Hillmann, Th[ea]. [Dorothea Hillmann]: Das Gebot der Feiertagsheiligung, ein spätmittelalterliches Bildthema im Dienste volkstümlicher Pfarrpraxis, in: Anzeiger für Schweizerische Altertumskunde, Zürich 1937. (Digitalisat)
- Die Sternbacher Pietà. Ein Beitrag zur Ikonographie des Vesperbildes und des Schmerzensmannes, in: Christliche Kunst, 33. Jahrgang, Heft 9, 1937.